# Antigua Casa Profesa de la Compañía de Jesús en Toledo
La Casa Profesa de los Jesuitas es un inmueble de la ciudad española de Toledo, ocupado en la actualidad por la Institución homónima de la Compañía de Jesús y hoy por la Delegación de Hacienda.

## Historia
Esta construcción se sitúa en una de las zonas más céntricas y elevadas del conjunto histórico de la ciudad, ubicándose entre: la plaza de las Tendillas y la calle de Navarro Ledesma al noreste, la calle de Alfonso X el Sabio al sureste y La iglesia de San Ildefonso al suroeste.
El origen del edificio está en las diversas construcciones que desde mediados del siglo XVI y hasta el primer tercio del siglo XVII adquiere la Compañía de Jesús, para en este solar, construir su iglesia y Casa Profesa.
Respecto a la traza e inicio de la obra de la Casa Profesa, hay disparidad de opiniones; algunos autores afirman que la traza se debe al hermano Pedro Sánchez, en 1619, mientras que otros dudan sobre la parte que fue construida en el siglo XVII, coincidiendo todos, sin embargo, en que la parte más importante de la edificación se realizó en el siglo XVIII (especialmente entre 1720 y 1731, en una de las varias paralizaciones en la construcción de la anexa iglesia de la Compañía).
Tras la supresión de la Casa Profesa de Toledo, por problemas económicos, en el inmueble se instala, a partir de 1732, el Colegio de San Eugenio y San Ildefonso hasta la expulsión de los jesuitas en 1767. A partir de entonces, una parte se utiliza como universidad, hasta que el Cardenal Lorenzana cede el edificio al Santo Oficio. La inquisición permaneció en él hasta 1834, cuando tras su supresión, todos sus bienes pasaron al Estado.
El edificio es ocupado por diversos organismos públicos; instalándose, entre otros, en este siglo; la Delegación de Hacienda y Telégrafos, el Gobierno Civil y, temporalmente la Diputación Provincial e incluso un cuartel de la Guardia Civil. En el siglo XX destaca el gran incendio de 1921, que causó graves daños a diversas partes del inmueble. Posteriormente, durante la Guerra Civil, sus sótanos fueron utilizados como refugio antiaéreo. Finalizada la Guerra, la Delegación de Hacienda ocupa por entero el edificio, realizándose entre 1942 y 1946 un importante proyecto de reforma. A esta le han sucedido posteriormente otras obras de acondicionamiento y en los últimos años importantes estudios arqueológicos.

## Descripción
El edificio se compone de un sótano abovedado y dos pisos (una planta baja y una alta o principal). Exteriormente destaca la sobriedad de las fachadas, construidas en su parte inferior en piedra con ventanas enrejadas (que daban originalmente cierta iluminación a los sótanos del edificio) y la superior con ladrillo, con ventanas y balcones enmarcados en piedra. La portada principal se sitúa al fondo de la fachada que da a la calle Alfonso X unida a la iglesia de San Ildefonso; se desconoce el momento exacto de su construcción, aunque en ella se está trabajando entre 1723 y 1725. La portada, a la que se accede por una escalinata, tiene dos cuerpos: el inferior, en el que aparece una puerta adintelada, con pilastras sobre basamentos a cada lado; sobre la que destaca un friso con triglifos y metopas.
El segundo cuerpo tiene en los laterales dos grandes florones decorativos y en la parte central un relieve enmarcado, donde aparece un escudo sostenido y rodeado por numerosos angelotes. La portada finaliza en un frontón triangular coronado por tres florones de piedra. La fachada de la calle Navarro Ledesma y la plaza de las Tendillas, tiene dos pequeñas puertas accesorias y una principal, también adintelada pero mucho más sencilla que la de la calle Alfonso X. A la plaza de las Tendillas se abre, también, un gran portalón por el que se accede al llamado corralón de Hacienda, en cuyo interior aparece otra fachada de la Delegación, construida en diversos momentos.
El interior está bastante transformado, debido a las sucesivas remodelaciones y reformas del edificio, especialmente, del siglo XX. El sótano es uno de los espacios que mejor conservan la estructura de la obra jesuítica. En él se ubican archivos y almacenes. Tiene planta rectangular destacando la zona que da a la calle Alfonso X el Sabio, con muros en mampostería y ladrillo en la zona baja y estuco en la zona superior y cubierta con bóvedas de medio cañón y lunetos.
Desde el sótano, además, se accede a unas galerías de la construcción de los jesuitas, con bóvedas de medio cañón realizadas con ladrillos macizos, que conducen a un conjunto hidráulico de época romana, en el que se han realizado importantes actuaciones arqueológicas. Este complejo de cisternas está formado por tres cámaras que están unidas entre sí, con una cuarta que se adosa a las demás de forma transversal. Los cuatro espacios abovedados unidos entre sí están levantados sobre la roca madre. Presentan bóvedas rebajadas de Opus Caementicium, apareciendo arcos de ladrillo en los extremos que comunica con la cámara transversal.
Las dos plantas principales de la construcción están ocupadas por los diversos servicios y despachos de la Delegación de Hacienda de Toledo y entre sus espacios a destacar están: la amplia escalera situada en el vestíbulo de la entrada principal, con partes reconstruidas tras el incendio de 1921, como la arquería del piso superior o el techo de la escalera.
Otras zonas a destacar en el interior de este inmueble son sus patios: los dos (uno rectangular y otro cuadrado) transformados en la planta baja en la reforma realizada entre 1943 y 1946, y manteniéndose abiertos, aunque transformados, en la planta alta, conservando, además, un espacio intermedio entre ellos que en el piso inferior fue eliminado para conseguir una planta más amplia y diáfana.
Además de estos, existen otros dos patios a los que se tiene acceso a través de la portada de la plaza de las Tendillas. El primero, de planta cuadrada, pertenece a la construcción de la época de la Casa Profesa; tiene arcos de medio punto sobre pilares cuadrados y se reforma en el siglo XX y desde este se accede, por uno de sus laterales, a otro gran patio-jardín rectangular igualmente transformado en el siglo XX.